# Екпедевтикос Акритас
„Екпедевтикос Акритас“ (на гръцки: «Εκπαιδευτικός Ακρίτας», в превод Образователен граничар) с подзаглавие „Двуседмичен просветен вестник“ («Δεκαπενθήμερος εκπαιδευτική εφημερίς») е гръцки вестник, издаван в град Лерин (Флорина), Гърция, от 1944 до 1948 година.

## История
Основател на вестника е Атанасиос Дерматас. До февруари 1947 година директор е Георгиос Карадаглис, след това Димитриос Сертаридис и от 16 август 1948 година Анастасиос Германос - всички учители. Дерматас, Карадаглис, Сертаридис и Базопулос (последният само в този брой на вестника) са посочени като редакционен комитет на вестника в броя от 23 юни 1945 година. Подзаглавието на вестника е променено на 8 септември 1945 година в „просветен национален вестник“ («εκπαιδευτική εθνική εφημερίς»), докато по време на Гражданската война у „Орган на Асоциация на патриотичните народни учители на Лерин“ («όργανο του Συλλόγου  Εθνικοφρόνων  Δημοδιδασκάλων Φλωρίνης»). Вестникът, който излиза на 15 дни, отразява образователните проблеми в града и е ораган на учителския профсъюз. Вестникът има две страници. Цената на броя 4 март 1945 година е 20 драхми, увеличена на 30 драхми през август същата година, на 150 драхми през януари 1946 година и на 200 драхми през февруари от 1946 година.
Излизането на вестника е разделено на два периода: през първия период от 1944 година до 4 март 1945 година, период, през който вестникът изглежда е издаван тайно. През този период излизат само 3 броя от вестника, без обаче да се знаят точните дати. Вторият период е от 1945 година до 1948 година. В 1945 година вестникът излиза от 4 март до 28 октомври и след това е спрян за два месеца. На 21 април 1946 година прекъсва отново до 18 февруари 1947 година. В този брой се заявява, че многомесечното прекъсване се дължи на унищожените от анархистите печатни преси и загубата на имуществото. Последният брой на вестника излиза на 16 август 1949 година.
Вестникът е на националистически позиции. Отразява образователния свят на Лерин и в частност преподаването, тъй като редакторите са учители. Вестникът пуска и статии от общо политически интерес. Фиксирани колони на вестника са „Хронограф“, предаваща различни случки от ежедневието и „Нашият обектив“, от 28 октомври 1945 година, отразяваща различните проблеми на учителския свят.